# Liste der Naturdenkmale in Röderaue
Die Liste der Naturdenkmale in Röderaue nennt die Naturdenkmale in Röderaue im sächsischen Landkreis Meißen.

## Definition
„Naturdenkmäler sind rechtsverbindlich festgesetzte Einzelschöpfungen der Natur oder entsprechende Flächen bis zu fünf Hektar, deren besonderer Schutz erforderlich ist
1. aus wissenschaftlichen, naturgeschichtlichen oder landeskundlichen Gründen oder
2. wegen ihrer Seltenheit, Eigenart oder Schönheit.“

„§ 18 – Naturdenkmäler – (zu § 28 BNatSchG)
(1) Die Erklärung nach § 22 Abs. 1 BNatSchG von Teilen von Natur und Landschaft als Naturdenkmal erfolgt durch Rechtsverordnung oder Einzelanordnung.
(2) Über § 28 Abs. 1 BNatSchG hinaus können Naturdenkmäler zur Sicherung von Lebensgemeinschaften oder Lebensstätten von im Bestand gefährdeten oder streng geschützten Arten festgesetzt werden.“

## Liste
Diese Auflistung unterscheidet zwischen Flächennaturdenkmalen (FND) mit einer Fläche bis zu 5 ha (bei Verordnung nach DDR-Recht auch mehr) und Einzel-Naturdenkmalen (ND).
Link zu einem Kartenansichtstool, um Koordinaten zu setzen.
| Bild | Bezeichnung                                            | Lage                                           | Beschreibung                                 | Datum | Nummer |
| ---- | ------------------------------------------------------ | ---------------------------------------------- | -------------------------------------------- | ----- | ------ |
| BW   | Stieleiche am Inselteich Frauenhain                    | Frauenhain (51° 23′ 9,3″ N, 13° 28′ 35,6″ O)   |                                              |       | RG 564 |
| BW   | Stieleiche am Westufer des Mittelteiches Frauenhain    | Frauenhain (51° 23′ 6″ N, 13° 27′ 56″ O)       |                                              |       | RG 565 |
| BW   | Stieleiche am Südwestrand des Mittelteiches Frauenhain | Frauenhain (51° 23′ 1,2″ N, 13° 27′ 59,5″ O)   |                                              |       | RG 566 |
| BW   | Stieleiche („Beuleneiche“) am Teichweg Frauenhain      | Frauenhain (51° 23′ 7,2″ N, 13° 27′ 54″ O)     |                                              |       | RG 567 |
| BW   | Stieleiche im Mittelgehege Frauenhain                  | Frauenhain (51° 22′ 51,6″ N, 13° 27′ 31″ O)    |                                              |       | RG 568 |
| BW   | Hainbuche im Mittelgehege Frauenhain                   | Frauenhain (51° 22′ 50″ N, 13° 27′ 35,6″ O)    |                                              |       | RG 569 |
| BW   | Graureiherkolonie am Ochsenholz Frauenhain             | Frauenhain (51° 22′ 49″ N, 13° 26′ 50,5″ O)    | FND                                          |       | RG 187 |
| BW   | Kleine Röder am Ochsenholz Koselitz                    | Koselitz (51° 22′ 53,8″ N, 13° 26′ 19,8″ O)    | Fläche ca. 2,16 ha.                          |       | RG 060 |
| BW   | Ulbrichtstöcke Koselitz                                | Koselitz (51° 23′ 6″ N, 13° 25′ 7,1″ O)        | Fläche ca. 4,31 ha, zum Teil in Wülknitz     |       | RG 061 |
| BW   | Binnendüne bei Raden                                   | Raden (51° 22′ 41,7″ N, 13° 31′ 8,7″ O)        | Fläche ca. 1,05 ha.                          |       | RG 132 |
| BW   | Radener Runze                                          | Raden (51° 22′ 26,5″ N, 13° 30′ 1,3″ O)        | FND aufgehoben, seit 2017 Naturschutzgebiet. |       | RG 020 |
| BW   | Alter See bei Treugeböhla                              | Treugeböhla (51° 22′ 29,3″ N, 13° 31′ 15,7″ O) | Fläche ca. 4,25 ha, zum Teil in Großenhain   |       | RG 021 |